# Saint-Malo-de-Guersac
 Saint-Malo-de-Guersac  es una población y comuna francesa, situada en la región de Países del Loira, departamento de Loira Atlántico, en el distrito de Saint-Nazaire y cantón de Montoir-de-Bretagne.
Creada en 1925 a partir de Montoir-de-Bretagne.

## Demografía
| ...                       | ... | ... | ... | ... | ... | ... | ... | ... | ... | ... | ... | ... | ... | ... | ... | ... | ... | ... | ... | ... | 2 049 | 2 000 | 1 960 | 2 046 | 2 102 | 2 207 | 2 247 | 2 461 | 3 286 | 3 294 | 3 126 | 3 085 | 3 082 |
| (Fuente: Cassini e INSEE) |     |     |     |     |     |     |     |     |     |     |     |     |     |     |     |     |     |     |     |     |       |       |       |       |       |       |       |       |       |       |       |       |       |